# 2. Badminton-Bundesliga 1998/99
Die 2. Badminton-Bundesliga 1998/99 als zweithöchste deutsche Spielklasse in der Sportart Badminton war in zwei Staffeln unterteilt (Nord und Süd), in der jeweils acht Teams gegeneinander antraten. In die 1. Bundesliga stiegen der VfB Friedrichshafen und  der 1. BC Beuel auf.

## 2. Bundesliga Nord
Abschlusstabelle
| Platz | Mannschaft            | Spiele |
| ----- | --------------------- | ------ |
| 1.    | 1. BC Beuel           | 14     |
| 2.    | RTV/PSV Remscheid (N) | 14     |
| 3.    | TuS Gildehaus         | 14     |
| 4.    | VfL 93 Hamburg        | 14     |
| 5.    | Ohligser TV           | 14     |
| 6.    | VfL Berliner Lehrer   | 14     |
| 7.    | BW Wittorf (N)        | 14     |
| 8.    | TV Witzhelden         | 14     |

## 2. Bundesliga Süd
Abschlusstabelle
| Platz | Mannschaft                  | Spiele |
| ----- | --------------------------- | ------ |
| 1.    | VfB Friedrichshafen (A)     | 14     |
| 2.    | TSV Neuhausen-Nymphenburg   | 14     |
| 3.    | TuS/SG Schorndorf           | 14     |
| 4.    | SG Robur Zittau             | 14     |
| 5.    | TuS Wiebelskirchen 2        | 14     |
| 6.    | PSV Ludwigshafen (N)        | 14     |
| 7.    | TSV Blau-Weiß Röhrsdorf (N) | 14     |
| 8.    | PSV Grün-Weiß Wiesbaden 2   | 14     |